# SB-366791
SB-366791是一种含氮有机氯化合物，分子式C
16H
14ClNO
2，属于酰胺，能用作离子通道TRPV1的选择性阻断剂。